# Jaroslava Oválská
Jaroslava Oválská (1989, Příbram) je společný pseudonym české básnířky, prozaičky, redaktorky a literární kritičky Olgy Stehlíkové a českého básníka, nakladatelského a časopiseckého redaktora a kulturního publicisty Milana Ohniska.
Jaroslavu Oválskou prezentují jako českou básnířku, která se narodila 1989 v Příbrami, vystudovala Gymnázium Pod štolou, žije v Praze a pracuje v oblasti překladatelství a také pro americké a mexické neziskové organizace, které se zabývají ochranou přírody.
Časopisecky pod tímto pseudonymem publikovali v literárním měsíčníku Host (10/2017), ve webovém magazínu Ravt (6/2016) literárního obtýdeníku Tvar a ve slovenském čtvrtletníku Glosolália (4/2017).
V roce 2018 vydali sbírku básní Za lyrický subjekt.

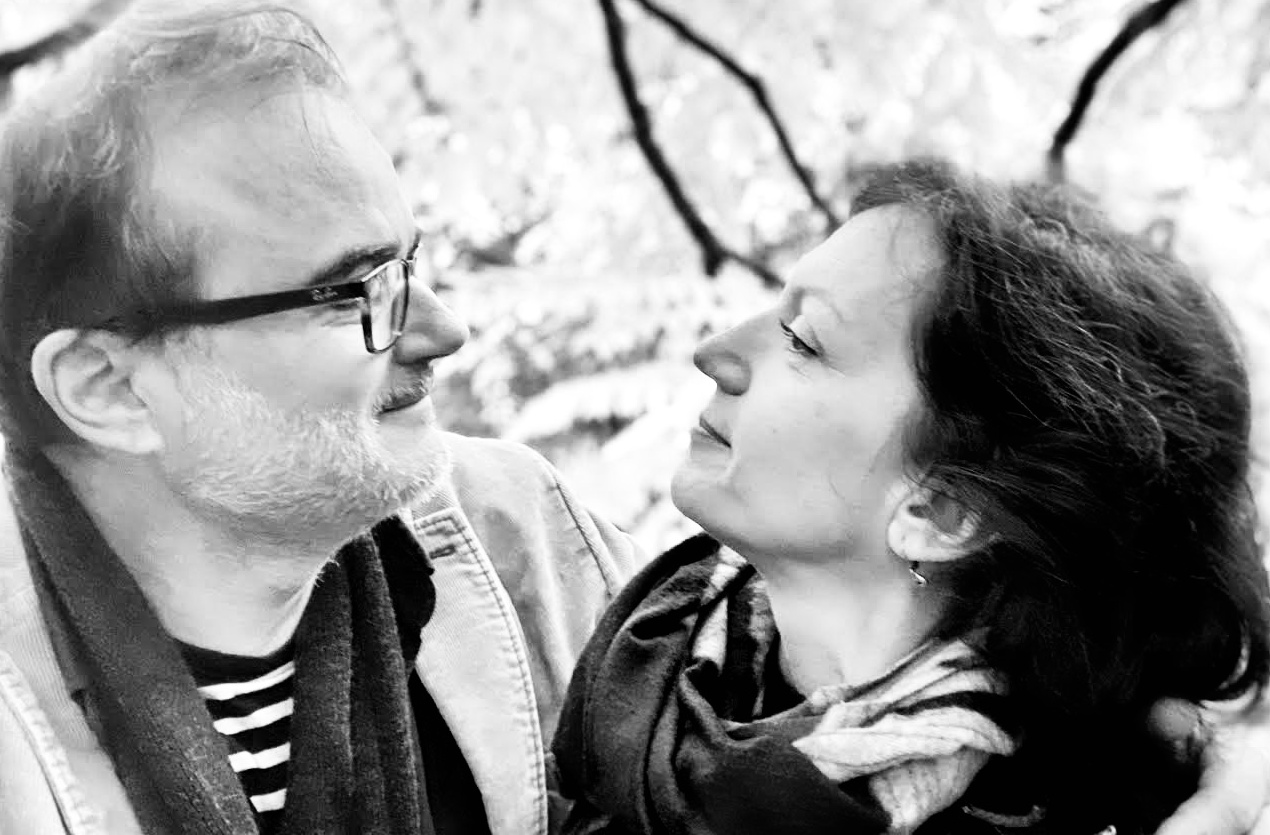
Olga Stehlíková a Milan Ohnisko alias Jaroslava Oválská, 14. 10. 2022, Botanická zahrada Přírodovědecké fakulty Univerzity Karlovy, Albertov, Praha